# Bahnbetriebswerk Düsseldorf Abstellbahnhof

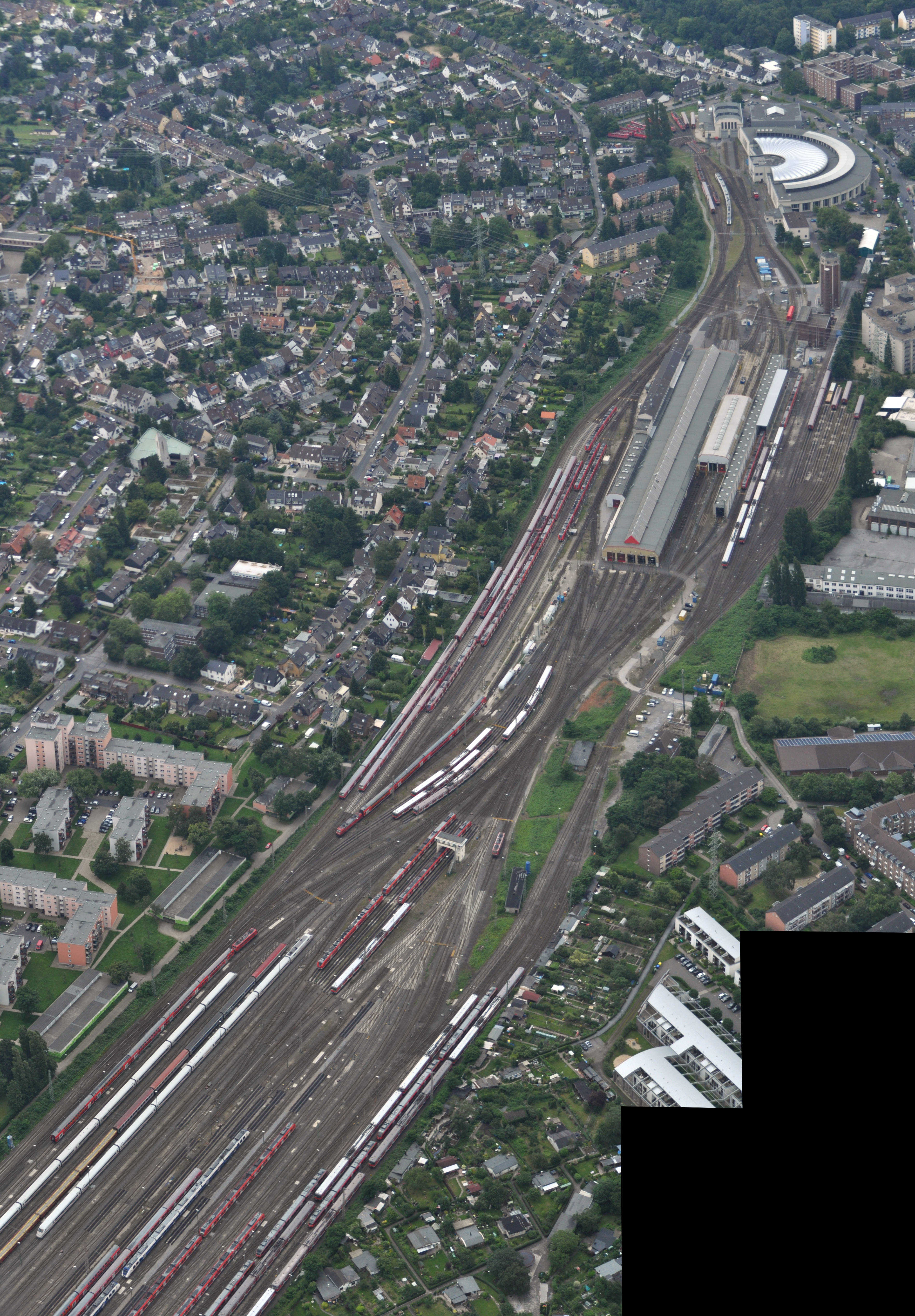
Luftbild von 2016

Das Bahnbetriebswerk Düsseldorf Abstellbahnhof (Kurzform Bw Düsseldorf Abstellbahnhof, betriebliche Abkürzung KDA) ist ein Bahnbetriebswerk der DB Regio AG auf dem ehemaligen Werstener Feld an der Harffstraße im Düsseldorfer Stadtteil Oberbilk. Zum Zeitpunkt seiner Eröffnung in den 1930er Jahren galt es als Prototyp der geplanten Einheitsbahnbetriebswerke der Deutschen Reichsbahn.

## Geschichte

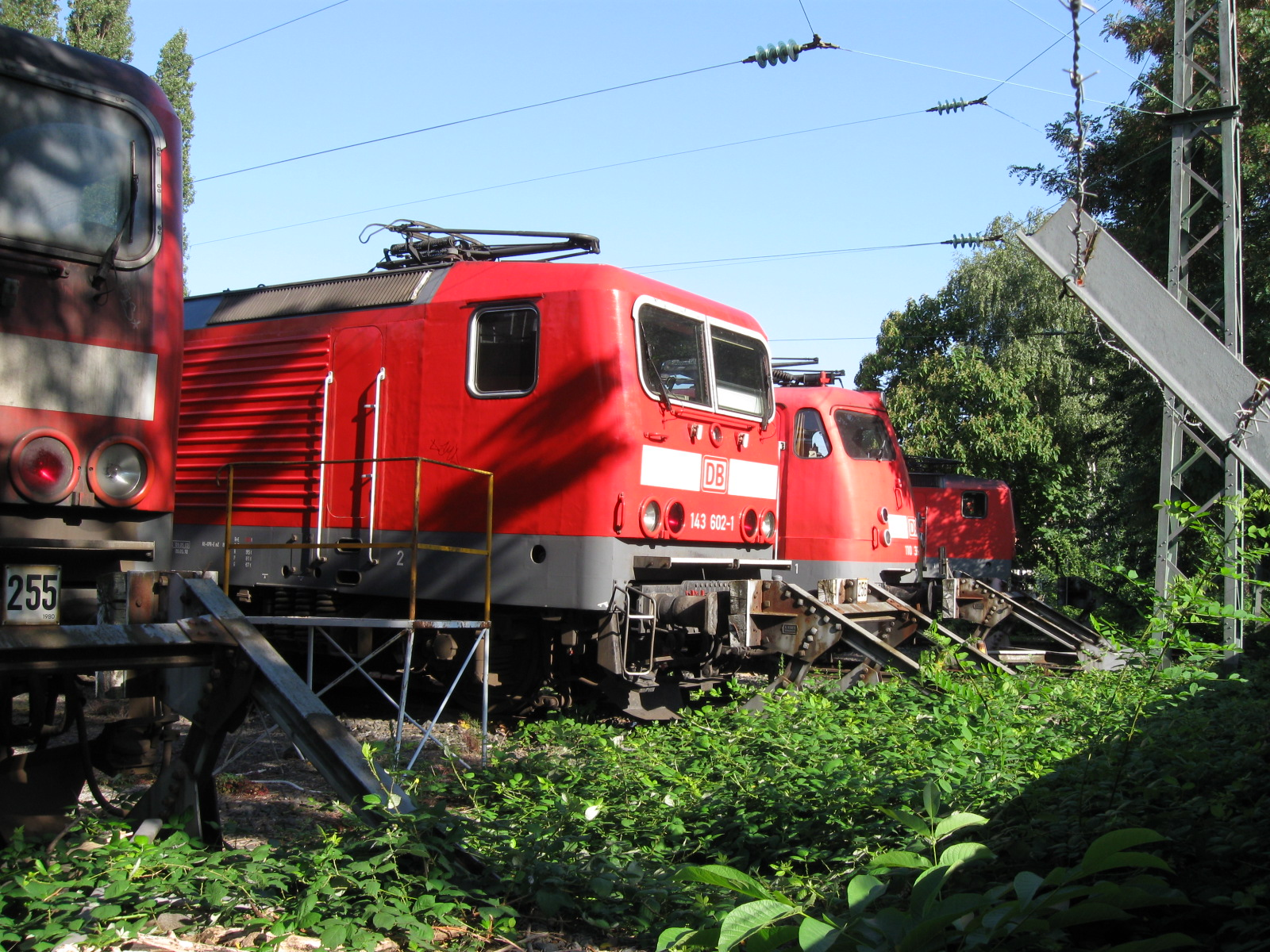
Diverse Loks im Abstellbahnhof Düsseldorf 2009

Nach dem Ersten Weltkrieg stieg das Verkehrsaufkommen im Raum Düsseldorf und im Bergischen Land stark an, so dass die Werkstätten, die in der Nähe des Düsseldorfer Hauptbahnhofes lagen, zu klein wurden. Der einsetzende Ruhrschnellverkehr ließ das Projekt eines neuen Bahnbetriebswerkes nicht mehr verschieben. So begann 1928 der Bau eines Reisezug-Abstellbahnhofes mit angeschlossenem Bahnbetriebswerk, das gleichzeitig Prototyp der neuen Einheitsbahnbetriebswerke werden sollte, die durch einheitliche Standards die Betriebskosten senken sollten.
Zentrales Gebäude ist der 30-ständige Ringlokschuppen aus Stahlbeton, der von 1930 bis 1931 errichtet wurde. Das zum Maschinenamt Düsseldorf der Reichsbahndirektion Wuppertal gehörende Bahnbetriebswerk beschäftigte 1939 rund 600 Mitarbeiter.
Im Zweiten Weltkrieg schwer beschädigt, wurde das Bahnbetriebswerk Düsseldorf Abstellbahnhof weiterhin komplett genutzt. Nach Ende der Dampflokzeit Mitte der 1970er Jahre wurde das Betriebswerk für die Wartung der Züge für die S-Bahn Rhein-Ruhr zuständig. Diese Aufgabe übernimmt das Betriebswerk bis heute.

## Classic Remise Düsseldorf

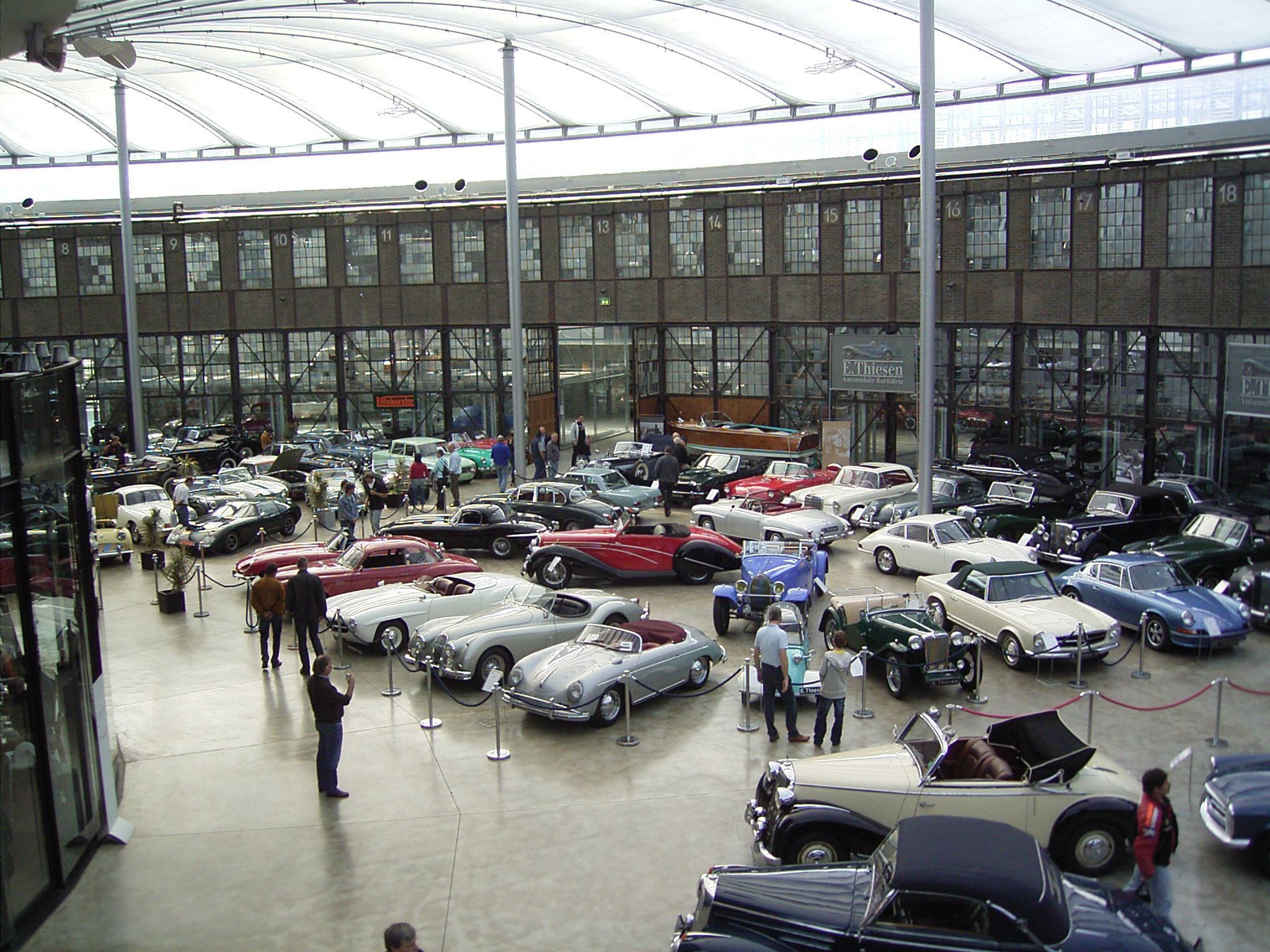
Die heutige Nutzung des denkmalgeschützten Ringlokschuppen als „Classic Remise“.

Der Ringlokschuppen blieb seit dem Traktionswandel in den 1970er Jahren ungenutzt. 1991 nahm die Landeshauptstadt Düsseldorf ihn in die Denkmalliste auf. Das verhinderte jedoch nicht den weiteren Verfall. Die Suche nach einer neuen Nutzung blieb erfolglos, obwohl Pläne sehr weit gediehen waren, im Ringlokschuppen historische Schienenfahrzeuge unterzubringen.
Schließlich übernahm den Ringlokschuppen eine privat-museale Institution für historische Automobile, Classic Remise, Berlin, um dort eine Dependance zu eröffnen. Nach Umbau und Restaurierung, die rund 15 Millionen Euro kosteten, eröffnete die Classic Remise Düsseldorf am 16. September 2006.

## Fahrzeuge
Im Bahnbetriebswerk wurden oder werden folgende Bahnfahrzeuge untergebracht:

### 1930er Jahre
- Baureihe 01
- Baureihe 03
- Baureihe 17
- Baureihe 38.10 / P8
- Baureihe 78 / T 18
- Baureihe 62

### Heute
- S-Bahn-Wagenmaterial
- BR 628
- BR 462

## Belege
Harffstr. 110, DB-Betriebswerk in der Denkmalliste der Landeshauptstadt Düsseldorf beim Institut für Denkmalschutz und Denkmalpflege